# Batalla de Bicocca
La batalla de Bicocca fou el combat lliurat el 27 d'abril de 1522 durant la Guerra d'Itàlia de 1521–26, a prop de la localitat del mateix nom, situada a l'antic Ducat de Milà. L'exèrcit compost per les forces combinades del Regne de França i la República de Venècia es va enfrontar a l'exèrcit imperial al comandament de Prospero Colonna. Gràcies a una millor tàctica, les tropes de Carles V van aconseguir una aclaparadora victòria que va precedir la decisiva batalla de Pavia del 1525.

## Antecedents
Al començament de la guerra el 1521, l'emperador Carles V i el papa Lleó X van unir forces contra el Ducat de Milà, principal possessió francesa a la Llombardia. Un gran exèrcit papal sota el comandament de Frederic II de Màntua, juntament amb tropes espanyoles procedents del Regne de Nàpols i d'altres contingents menors de la resta de la península Itàlica, es varen concentrar a prop de Màntua.
Les forces imperials enviades al sud per Carles van creuar el territori venecià a prop de Vallegio, sense ésser destorbades. Les forces papals, espanyoles i alemanyes, combinades sota el comandament de Prospero Colonna, penetraren llavors en el territori ocupat pels francesos. L'aparent incapacitat veneciana per evitar el pas de tropes enemigues a través del seu territori va provocar moltes queixes entre els francesos.
Durant els mesos següents, Colonna va dur a terme una guerra de maniobres contra el comandant francès Odet de Foix, vescomte de Lautrec, assetjant ciutats però refusant de presentar batalla. A la tardor de 1521, l'exèrcit de Lautrec, que mantenia una línia defensiva des del riu Adda fins a Cremona, va començar a patir desercions massives, particularment entre els mercenaris suïssos, dels que van quedar 4.000 soldats dels 20.000 inicials. Colonna va aprofitar l'oportunitat i va travessar el riu Adda a Vaprio avançant cap als Alps, mentre que Lautrec, sense infanteria i assumint la campanya anual finalitzada, es va retirar a Milà, on fou atacat la nit del 23 de novembre per Colonna, i després lluita als carrer, Lautrec es va retirar a Cremona amb els seus 5.500 francesos i 6.400 venecians.
Al gener, els francesos havien perdut Alessandria, Pavia i Como. Mentrestant, Francesc II Sforza, amb un contingent de reforços alemanys, havia esquivat una força veneciana a Bergamo per a posteriorment unir-se a Colonna a Milà. Només Como havia estat realment assetjada per forces imperials, i les altres dues ciutats es van revoltar contra els francesos, que foren expulsats. Mentrestant, Lautrec havia rebut els reforços de 16.000 piquers suïssos i tropes de refresc venecianes, i de diverses companyies franceses al comandament de Thomas de Foix-Lescun i Pere Navarro, que s'havia passat al bàndol francès, i també s'havia assegurat els serveis del condottiero Giovanni dalle Bande Nere, que havia actuat al servei del Lleó X però no amb el seu successor, Adrià VI, i va posar els seus Bandes Negres al servei francès. Els francesos van atacar Novara i Pavia, esperant atraure Colonna a una batalla decisiva. Colonna va abandonar Milà, fortificant el monestir de Certosa, al sud de la ciutat. Lautrec, tement grans pèrdues si assaltava la posició frontalment, va amenaçar les línies de comunicació de Colonna escombrant l'àrea entre Milà i Monza, tallant així les línies de comunicació de la ciutat amb els Alps.
Els mercenaris suïssos, que no havien rebut el seu salari, van exigir una batalla immediata, forçant el comandant francès Odet de Foix a atacar la posició fortificada de Colonna al parc de Bicocca, al nord dels murs de Milà. La superioritat numèrica s'inclinava del costat francès, i la infanteria suïssa confiava en les seves grans formacions de piquers per envoltar i massacrar l'enemic. En començar la batalla, els suïssos es van disposar en dos quadres i avançaren amb pas ferm cap a les tropes espanyoles de Prospero Colonna, mentre resistien els trets de canó de l'enemic. No obstant això, en travessar el camí que separava els dos exèrcits, els suïssos van haver de pujar una lleugera costa. Això els va impedir de carregar immediatament contra els espanyols i els va convertir en un blanc perfecte per als arcabussers, els quals van obrir foc continu contra els suïssos. Després de perdre 3.000 homes (entre els quals hi havia 22 capitans), els suïssos es van veure obligats a retirar-se sense arribar a entaular batalla real.
El paper de les armes de foc portàtils, en especial els arcabussos dels espanyols, va assenyalar un important gir en les pràctiques bèl·liques. Bicocca, juntament amb la batalla de Pavia de 1525, va posar de manifest que l'època de la pica i la cavalleria pesant, i el prestigi de les tropes suïsses com la millor infanteria havien acabat.

## Batalla

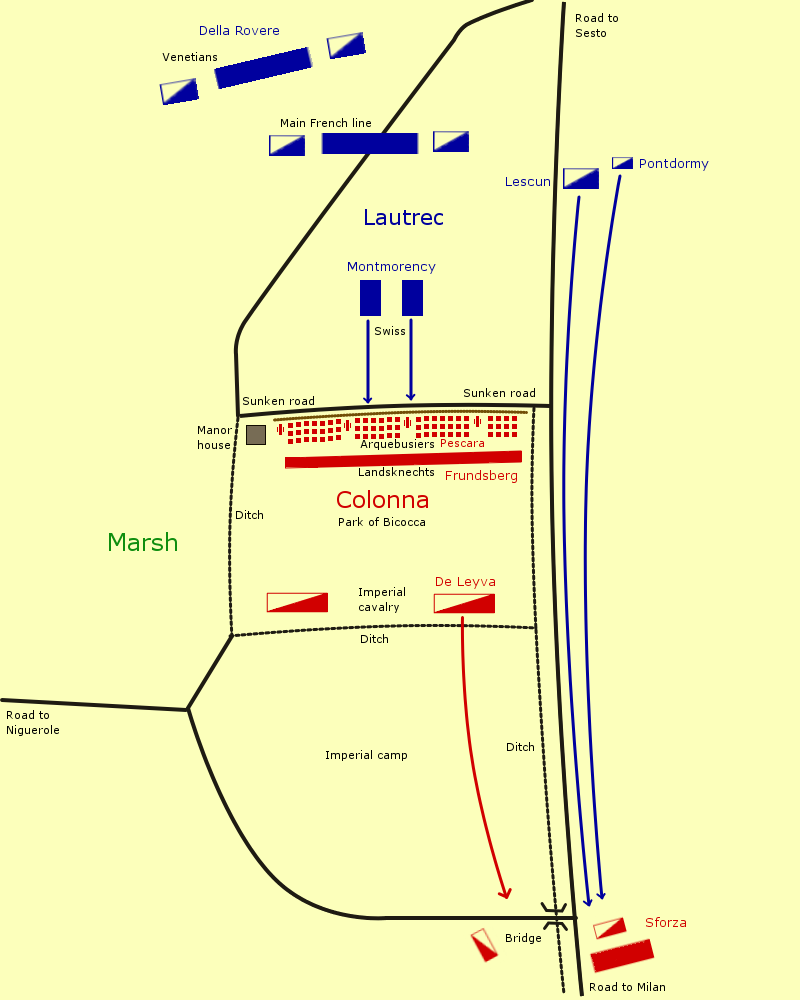
Diagrama de la batalla. Els moviments francesos s'indiquen en blau, els imperials, en vermell.

Odet de Foix es va veure atrapat per les exigències dels mercenaris suïssos, que formaven el gruix de les seves tropes. Albert von Stein i la resta de capitans mercenaris, en no haver rebut una sola de les seves pagues des que van arribar a Llombardia, van exigir a Odet de Foix que ataqués l'exèrcit imperial immediatament, o tornarien als seus cantons, i aquest va accedir a contracor, marxant cap a Milà.

### Disposició de les tropes
Prospero Colonna s'havia retirat a una formidable posició: el parc mansió de Bicocca, sis quilòmetres al nord de Milà. El parc s'alçava entre un llarg terreny pantanós l'oest i la carretera principal cap a Milà a l'est, per aquesta carretera discorria un profund dic, creuat per un estret pont de pedra a certa distància al sud del parc. El costat nord del parc es trobava vorejat per un espai enfonsat, usat com a carretera o dic, que Colonna va enfonsar una mica més i va construir un mur de terra en el bancal sud.
L'artilleria imperial, emplaçada en diverses plataformes protegides pel mur, protegia els camps del nord i diverses parts de la mateixa carretera.
La longitud de l'àrea nord del parc era menor a 600 metres, cosa que permetia en Colonna de concentrar les seves tropes. Tot just darrere de la muralla se situaven quatre fileres d'arcabussers espanyols, dirigits per Fernando de Ávalos, Marquès de Pescara, que rebien el suport de piquers espanyols i lansquenets alemanys sota el comandament de Georg von Frundsberg. Al sud es posicionava el gruix de la cavalleria imperial dels terços espanyols, i a considerable distància, la infanteria. Una segona força de cavalleria se situava més al sud, guardant el pont.
La tarda-nit del 26 d'abril, Odet de Foix va enviar una petita força de reconeixement de 400 genets, al comandament d'Aintoine de Créquy, senyor de Pontdormy. La patrulla va informar que el terreny s'interrompia amb dics agrícoles, cosa que complicava les maniobres, però això no va dissuadir els suïssos. Colonna, observant l'aproximació francesa, va enviar missatgers a Milà a la recerca de reforços. Francesc II Sforza va arribar l'endemà amb 400 genets i 6000 infants, en la seva majoria milícies urbanes, que es van unir a la cavalleria en defensa del pont sud.
Al capdavant de l'avanç francès se situaren dues columnes suïsses comandades per Anne de Montmorency, cadascuna de les quals tenia entre 4000 i 7000 homes, als que acompanyaven diverses bateries de canons, acompanyades per les companyies de sapadors de Pere Navarro, facilitant el seu moviment. Es disposaven a assaltar frontalment el front fortificat del campament Imperial. Thomas de Foix-Lescun, mentre, dirigia un cos de cavalleria al llarg de la carretera a Milà, amb la intenció de flanquejar el campament i atacar el pont de rereguarda. Pontdormy estava amb Lescun amb una petita força de cavalleria per assegurar-se que no fos atacat pel flanc. La resta de l'exèrcit francès, incloent la infanteria francesa, va formar una àmplia línia a certa distància de les dues columnes suïsses. Després d'ells s'hi disposava una tercera línia formada per forces venecianes de Francesc Maria I della Rovere, duc d'Urbino. La línia veneciana es trobava lleugerament desplaçada a la dreta de la francesa, oposant-se als imperial des del llac, protegit per les maresmes.

### L'atac suís
Al vespre del 27 d'abril, Odet de Foix va llançar el seu atac. Les Bandes Negres netejaren el camp d'estaques espanyoles, escombrant el terreny enfront de les posicions imperials.
Mentre les columnes suïsses avançaven cap al parc, varen rebre l'ordre d'aturar-se per esperar que l'artilleria francesa bombardegés les defenses imperials, però van ignorar-la per autoconfiança, dubtant que l'artilleria tingués algun efecte en el mur de terra. Els suïssos van maniobrar ràpidament cap a les posicions de Colonna, deixant l'artilleria enrere a distància. Aparentment, hi havia algun tipus de rivalitat entre dues columnes, atès que una, dirigida per Arnold Winkelried d'Unterwalden, la componien de soldats procedents de cantons rurals, mentre l'altra, al comandament d'Albert von Stein, comprenia contingents de Berna i els cantons urbans. L'avanç suís els va posar a l'abast de l'artilleria Imperial, i mancades de cobertura a camp obert, van patir quantioses baixes, fins a mil suïssos podrien haver mort abans del moment en què van arribar a prendre contacte amb les línies imperials.

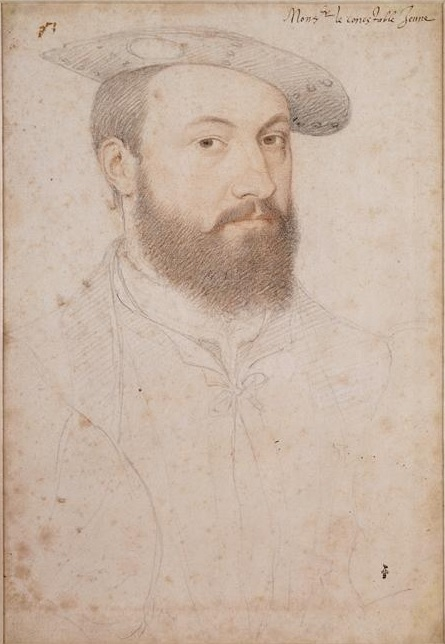
Anne de Montmorency, retratat per Jean Clouet (h. 1530). Montmorency va dirigir l'assalt suís, essent l'únic supervivent dels nobles francesos que hi van prendre part.

Els suïssos van frenar en sec quan les seves primeres línies van arribar a la carretera enfonsada davant del parc, perquè la seva profunditat i l'alçada del terraplè, conjuntament superaven la longitud de les piques suïsses, i bloquejaren el seu avenç. Avançant al sud per la carretera, els suïssos van patir baixes massives a causa del foc dels arcabussers de Fernando de Ávalos. Tots els estendards van caure, i els tres o quatre primers rangs van morir al complet. Tot i així, els suïssos van intentar penetrar en les línies imperials mitjançant una sèrie de càrregues desesperades. Grups de piquers van assolir el cim del terraplè, on van xocar contra els lansquenets, que havien pres posicions davant dels arcabussers. Un dels capitans suïssos va ser mort per Georg von Frundsberg en combat singular, i les companyies suïsses, incapaces de superar el mur de terra, van ser rebutjatdes novament cap a la carretera. Després de mitja hora d'intents, les restes de l'avantguarda suïssa es van retirar cap a la línia principal francesa. En els camps que havien creuat hi deixaren més de 3.000 morts. Entre ells hi havia més de vint capitans, inclosos Winkelried i Albert von Stein. Dels nobles francesos que van acompanyar l'assalt, només va sobreviure Montmorency, que va ser greument ferit i va haver de ser transportat fora de la carretera.

### Desenllaç
Thomas de Foix-Lescun, al costat dels 400 genets de cavalleria pesant al seu comandament, havia assolit el pont al sud del parc, combatut per creuar-lo i arribat al camp imperial. Colonna per frenar l'avanç francès va respondre enviant Antonio de Leyva amb un destacament de cavalleria, mentre Francesc II Sforza pujava la carretera cap al pont, amb l'objectiu d'envoltar Lescun. Pontdormy va detenir els milanesos, permetent en Lescun escapar del campament, i la cavalleria francesa va desfer el seu camí reunint-se amb el gruix de l'exèrcit.
Sense fer cas de les peticions de Fernando de Ávalos i de diversos comandants imperials, Colonna va refusar ordenar un atac a gran escala sobre els francesos, perquè tot i que la majoria de l'exèrcit francès estava intacte, inclòs el gruix de la seva cavalleria, va creure que ja havien estat derrotats i aviat emprendrien la retirada, opinió compartida per Georg von Frundsberg, però petits grups d'arcabussers espanyols i de cavalleria lleugera intentaren perseguir els suïssos en retirada, i van ser detinguts per les Bandes Negres, que cobrien el replegament de l'artilleria francesa.
El judici de Colonna fou correcte i els suïssos, que no estaven massa disposats a iniciar un nou atac, van tornar a casa el 30 d'abril. Lautrec, considerant que la feblesa en tropes d'infanteria feia impossible continuar la campanya, es va retirar a l'est, creuant l'Adda i penetrant en territori de la República de Venècia a prop de Trezzo. Quan va arribar Cremona, va deixar Thomas de Foix-Lescun al comandament de les restes de l'exèrcit francès i cavalcar sense escorta cap a Lyon, per presentar el seu informe a Francesc I de França. Lautrec aparentment va culpar Jacques de Beaune el baró de Semblançay, el tresorer de França, per fet de no haver enviat la paga deguda als suïssos. Aquest fet va provocar un escàndol quan Semblançay va insistir que els diners els havia agafat Lluïsa de Savoia, la mare del rei.

## Conseqüències
La marxa d'Odet de Foix va conduir al complet col·lapse de la posició francesa al nord d'Itàlia, i lliures de l'amenaça de l'exèrcit francès, Prospero Colonna i Fernando de Ávalos avançaren cap a Gènova, capturant la ciutat després d'un breu setge, on Pere Navarro caigué presoner i passà tres anys empresonat a Nàpols com a càstig per la seva defecció al bàndol francès. Thomas de Foix-Lescun, conscient de la pèrdua de Gènova, va arribar a un acord amb Francesc II Sforza pel qual el Castello Sforzesco a Milà, que seguia en mans franceses, rendia armes, i les tropes que hi havia al seu interior es van retirar creuant els Alps.
La República de Venècia, sota el comandament del recentment elegit dux de Venècia Andrea Gritti, van perdre interès a continuar la guerra. El juliol de 1523, Gritti va signar el Tractat de Worms amb Carles V, pel qual la República abandonava la guerra. França intentaria recuperar la Llombardia dues vegades abans del final de la guerra, sense èxit. Els termes del tractat de Madrid, que Francesc I es va veure forçat a signar després de la seva derrota a la batalla de Pavia, deixaren Itàlia en mans espanyoles.
| «                        | Van tornar a les seves muntanyes reduït el seu nombre, però molt més reduïda la seva audàcia, perquè és conegut que les pèrdues sofertes a Bicocca els van afectar tant que, durant els següents anys, no van mostrar de nou el seu vigor acostumat. | » |
| — Francesco Guicciardini | |   |

Tot i que els mercenaris suïssos seguirien intervenint a les Guerres d'Itàlia, no tornaren a fer els atacs frontals que portaren a terme a Novara de 1513, o a Marignano el 1515, i la seva actitud a la batalla de Pavia el 1525 sorprengué per la seva falta d'iniciativa.
La batalla va posar en relleu el paper decisiu de petits destacaments sobre el camp de batalla.
Tot i que les virtuts de l'arcabús no foren plenament explotades fins a la batalla del Sesia dos anys més tard, en la que els arcabussers prevalgueren sobre la cavalleria pesant en camp obert, l'arma es convertiria en un sine qua non per a qualsevol exèrcit que no volgués atorgar un avantatge decisiu als seus oponents. Malgrat que els piquers van seguir jugant un important rol en combat, la seva importància s'igualava a la dels arcabussers. Junts, els dos tipus d'infanteria serien combinats en les unitats anomenades de pica i tret, que es mantindrien fins al naixement de la baioneta a les darreries del segle xvii. La doctrina ofensiva suïssa de pressió de piques, sense suport d'armes de foc, havia quedat obsoleta i les doctrines ofensives en general van ser reemplaçades per d'altres més defensives. La combinació d'arcabussos i fortificacions de camp convertien els assalts frontals sobre posicions atrinxerades en massa costosos per ser efectius, de manera que no es van repetir durant la resta de les guerres italianes.
Des de llavors en castellà i lunfardo, la paraula "Bicocca" s'utilitza per definir un guany fàcil.